# Perico Sambeat

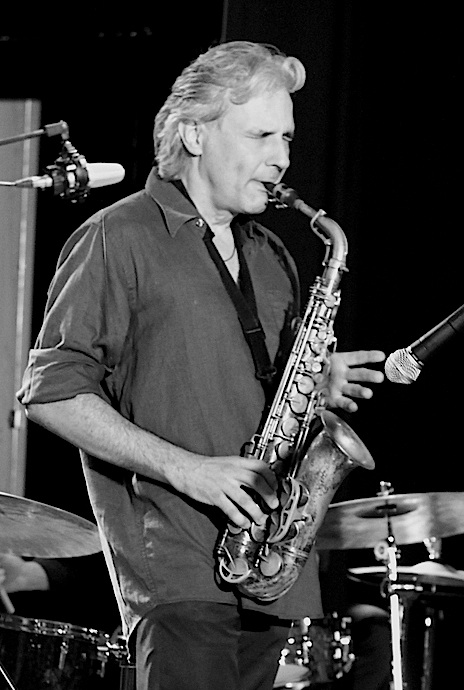
Perico Sambeat (2012)

Perico Sambeat (* 23. Juli 1962 in Valencia als Pedro Sambeat Esteve) ist ein spanischer Jazzmusiker (Altsaxophon).

## Leben und Wirken
Sambeat begann mit sechs Jahren, Klavier zu lernen. Nach einem klassischen Flöten-Studium in Barcelona, das er mit 18 Jahren begann, besuchte er die Jazz-Schule „Taller de Músics“. Das Saxophon-Spiel brachte er sich ab etwa 1980 autodidaktisch bei. Er spielte Mitte der 1980er Jahre zunächst im Trio mit Bassist Javier Colina und Drummer Jorge Rossy, 1989 mit Tete Montoliu. Sein Debüt-Album erschien 1990 („Perico Sambeat“, EGT), gefolgt 1991 von „Punto de Partida“ (EGT) im Quintett mit dem Pianisten Tete Montoliu und dem Trompeter Wallace Roney. 1991 ging er nach New York, wo er u. a. mit Joe Chambers und Jimmy Cobb spielte und Unterricht bei Joe Lovano und Lee Konitz nahm. Zurück in Europa nahm er mit Dave Kikoski und Michael Mossman auf; dann arbeitete er mit Bruce Barth zusammen. Seitdem tritt er mit eigenen Gruppen (im Trio mit Colina und Marc Miralta, aber auch im Quartett, Quintett und Sextett), im Duo mit Joan Díaz (Benestar/Peaceful) und als Sideman, etwa bei Lluís Vidal, auf. Er arbeitete u. a. mit den Pianisten Brad Mehldau („NY Barcelona Crossing“ 1993, Fresh Sound) und José Reinoso („Candombe Influenciado“ 2004), mit dem Bassisten Mario Rossy und dem Schlagzeuger Jorge Rossy („Ademuz“ 1995, Fresh Sound) mit Mark Turner („Friendship“ 2003, ACT) mit Kurt Rosenwinkel, Pat Metheny, Bruce Barth, Daniel Humair, Steve Lacy, Louie Bellson, Michael Brecker, Fred Hersch, Bob Mintzer, Carlos Barretto und Maria Schneider. 2008 gründete er die Flamenco Big Band, mit der er ein gleichnamiges Album vorlegte.
Neben zahlreichen spanischen Preisen erhielt er 2003 den Bird Award auf dem North Sea Jazz Festival.

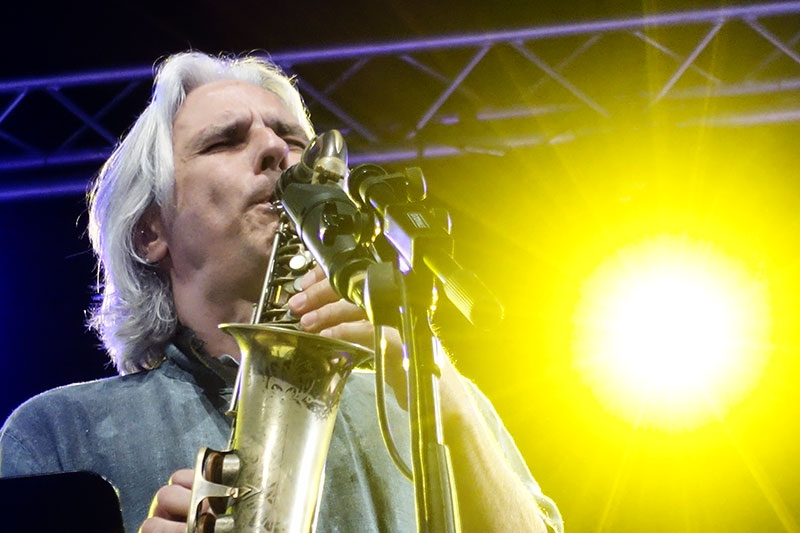
Perico Sambeat (2016)

## Lexikalischer Eintrag
- Philippe Carles, André Clergeat, Jean-Louis Comolli: Le nouveau dictionnaire du jazz. Édition Robert Laffont, Paris 2011, ISBN 978-2-221-11592-3